# Eucriotettix oculatus
Eucriotettix oculatus är en insektsart som först beskrevs av Bolívar, I. 1898.  Eucriotettix oculatus ingår i släktet Eucriotettix och familjen torngräshoppor.

## Underarter
Arten delas in i följande underarter:
- E. o. oculatus
- E. o. lombokensis
- E. o. transpinosus